# Oposición parlamentaria
En un sistema parlamentario, la oposición designa al o a los grupos parlamentarios que oponen al gobierno. 
En algunos países, la oposición parlamentaria goza de un estatus propio, sobre todo en los países que utilizan el sistema Westminster En esos, el partido de oposición más importante forma la Oposición oficial y su líder obtiene el título de líder de la oposición. La oposición oficial designa un gabinete en la sombra cuyo miembros forman un gobierno alternativo susceptible de reemplazar el ejecutivo ubica a la próxima elección. Durante una sesión, los diputados de la oposición oficial están generalmente sendatos a la izquierda del presidente, frente a los diputados del gobierno que están sentados a la derecha.
En los reinos de la Mancomunidad, la oposición es designada con el término de Oposición leal de Su Majestad (Her Majesty's Loyal Opposition), leal significando aquí que esos miembros critiquen el gobierno en lugar pero no cuestionan su legitimidad o esta del monarca.

## Fuente
- Esta obra contiene una traducción  derivada de «Opposition parlementaire» de Wikipedia en francés, concretamente de esta versión, publicada por sus editores bajo la Licencia de documentación libre de GNU y la Licencia Creative Commons Atribución-CompartirIgual 4.0 Internacional.

- Datos: Q1193702